# والتر بکر (دوچرخه‌سوار)
والتر بکر (انگلیسی: Walter Becker; ۱۸ اکتبر ۱۹۳۲ – ۷ ژوئن ۲۰۱۲) دوچرخه‌سوار اهل آلمان بود. او در بازی‌های المپیک تابستانی ۱۹۵۲ حضور داشت.